# استان کالاسین

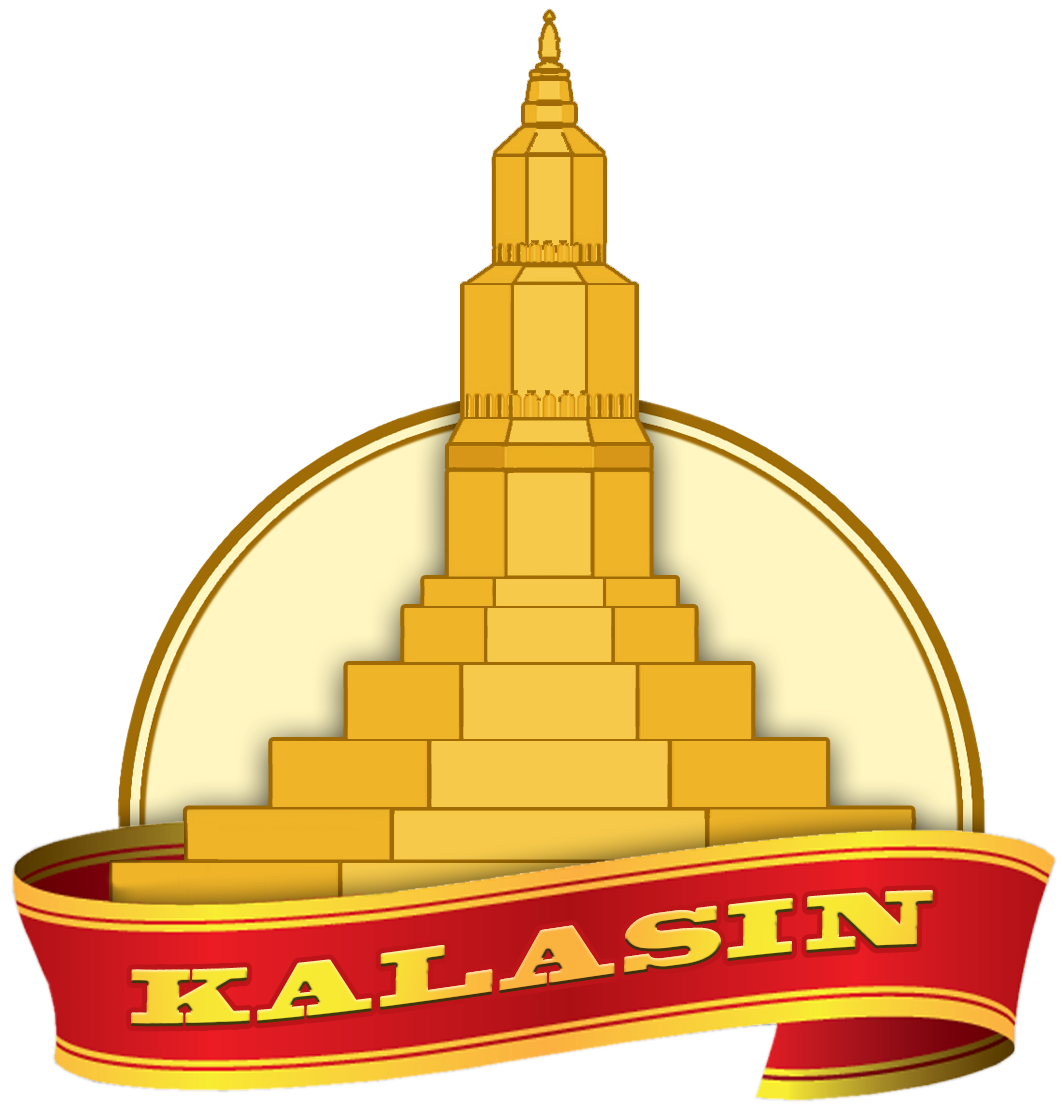

نقشهٔ تایلند و جایگاه استان کالاسین.

استان کالاسین یکی از استانهای کشور تایلند است. مساحت آن 6946 کیلومترمربع می‌باشد. جمعیت این استان در سال ۲۰۰۰ بالغ بر ۹۲۱۰۰۰ نفر برآورد شده است .
استان کالاسین از نظر تقسیمات کشوری بخشی از ناحیه شمال خاوری تایلند به حساب می آید. مرکز این استان شهر کالاسین است.